# Не волнуйся, он далеко не уйдёт
«Не волнуйся, он далеко не уйдёт» (англ. Don't Worry, He Won't Get Far on Foot) — американский трагикомедийный фильм, основанный на одноимённой книге Джона Каллахана. Автор сценария и режиссёр — Гас Ван Сент. Мировая премьера фильма состоялась 19 января 2018 года на кинофестивале «Сандэнс». В американский прокат картина вышла 13 июля 2018 года, в российский — 23 августа 2018 года.

## Сюжет
Джон (Хоакин Феникс) не умел вовремя останавливаться, когда дело касалось быстрой езды, красивых женщин и опасных шуток. Прихватив случайного приятеля на вечеринке, он садится в машину и чудом остаётся в живых. С этого момента начинается история человека, который потерял всё, и вынужден двигаться дальше, чтобы обрести себя как одного из самых талантливых художников-карикатуристов Америки.

## В ролях
- Хоакин Феникс — Джон Каллахан
- Руни Мара — Анну
- Джона Хилл — Донни
- Джек Блэк — Декстер
- Марк Уэббер — Майк
- Бет Дитто — Риба
- Питер Банифаз — доктор Малон
- Удо Кир — Ганс
- Анхелика Ривера — Терри Алварадо[4]
- Оливия Хэмилтон — медсестра Лили
- Стив Зиссис — Элиас
- Кэрри Браунстин — Сюзанна
- Хизер Матараццо — Шэннон
- Ребекка Риттенхаус — Бонни
- Рон Перкинс — Мортон Кимбл
- Ребекка Филд — Марджи Бигью
- Джессика Джейд Андрес — Сидни
- Ким Гордон — Корки
- Эмилио Ривера — Хесус Алварадо
- Санни Сёлджик — скейтбордист
- Ториан Миллер — секретарь

## Производство
В ноябре 2016 года было анонсировано, что Хоакин Феникс сыграет карикатуриста Джона Каллахана в байопике Гаса Ван Сента, который адаптировать для широкого экрана начинали ещё в 1989 году, и Робин Уильямс претендовал на главную роль. В итоге имя Робина Уильямса будет указано в финальных титрах фильма в разделе «Особая благодарность». В декабре того же года стало известно, что Джона Хилл и Руни Мара присоединились к основному актёрскому составу фильма. С февраля 2017 стало известно, что Джек Блэк ведёт переговоры для съёмок в фильме. В марте 2017 Марк Уэббер получил роль Майка — ветерана Вьетнамской войны и близкого друга главного героя.
Съёмочный период длился 25 дней в Лос-Анджелесе и его окрестностях.

## Релиз
Права на дистрибуцию фильма получила американская кинокомпания «Amazon Studios». В декабре 2017 года «Amazon Studios» объявила дату выхода фильма — 11 мая 2018 года. Учитывая положительную реакцию критиков и зрителей, после показа картины на кинофестивале «Сандэнс», кинокомпания перенесла запуск ленты в прокат на середину лета, назначив 13 июля 2018 года окончательной датой релиза фильма. Мировая премьера фильма состоялась 19 января 2018 года на кинофестивале «Сандэнс» в рубрике «Премьеры» (Premieres). Фильм — участник основного конкурса 68-го Берлинского международного кинофестиваля.

## Критика
Фильм «Не волнуйся, он далеко не уйдёт» получил преимущественно положительные отзывы критиков. Так, на сайте Rotten Tomatoes фильм имеет рейтинг 80 % свежести на основе 45 рецензий со средним баллом 6,3 из 10. На сайте Metacritic фильм имеет оценку 68 из 100 на основе 21 рецензии критиков, что соответствует статусу «в целом положительные отзывы». В крупнейшей базе данных фильмов IMDb картина имеет средний рейтинг посетителей в 6,9 из 10 (1 024 голосов).